# アレキサンダーズ・ラグタイム・バンド
「アレキサンダーズ・ラグタイム・バンド」 (Alexander's Ragtime Band) は、1911年にアーヴィング・バーリンが作曲した楽曲。多数のヒット曲を産んだバーリンの最初の大ヒット曲である。ジャズのスタンダード・ナンバーとしても知られる。

## 概要
タイトルにラグタイムが含まれているが、音楽的な意味でのラグタイムの要素は、この楽曲にはまったく含まれていないことをアレック・ワイルダーは著作『American Popular Song』で指摘している。また、フィリップ・フューリアは著作『America's Songs』において本曲のリズム構成が「シンコペーション」といったラグタイムの特徴を踏まえていないことを指摘しながらも、歌詞でraggedしていると指摘している。例えば、歌詞中では、「natural」 の発音を曲のアクセントで変化させることで前段の 「call」 とで押韻を踏むようにしている。合わせて、「natural」の前半「natu」で後段の「That you」との韻を創り出し曲に親しみ易さを与えている。
この曲はアメリカ国内のみならず、遅くとも1912年末にはヨーロッパはオーストリアのウィーンでもヒットしており、ヨーロッパの主要都市でも同様にヒットしていたと思われている。本曲の国際的成功は、アメリカ国民のダンス熱を再燃させることになった。
「アレキサンダー」という名前は「いかにも黒人が使いそうな誇大な名前」でコミカルな感じがすることから採用されており、特にモデルとなった人物はいない。
バーリンは本曲の歌詞に黒人方言を使用しているが、そこに黒人を侮蔑するような歌詞は含まれていない。キャンプ・ミーティングに集まった聴衆が手を取ってアレクサンダー楽団長の所に導いてあげるといった賞賛の歌になっている。当時、ジャズやブルース、ラグタイムといった黒人発祥の音楽に対しあった悪いイメージ「悪魔の音楽が若者を迷わせアメリカ社会を蝕んでいる」といった類を拭い去ってしまうことになった。

## 日本での演奏
以下のようにNHK紅白歌合戦では、白組でも紅組でも歌われたことがある。
- 第8回NHK紅白歌合戦 - 笈田敏夫
- 第9回NHK紅白歌合戦 - 水谷良重・東郷たまみ・沢たまき
- 第15回NHK紅白歌合戦 - 弘田三枝子

また、1939年に岸井明邦訳、谷口又士編曲で『世紀の楽団』と題したものが岸井明と加美可那子のデュエット曲として発表され、1940年の東宝映画『エノケンの孫悟空』で挿入曲として使用されている。

## 関連
- 『故郷の人々』 - 本曲の歌詞に「Swanee Riverをラグタイムで」といった内容がありメロディーも一節使用されている。